# 三列丽鲷属
三列麗鯛屬，是條鰭魚綱䲁形目麗魚科下的一個屬。

## 分類
本屬屬於褶唇麗魚亞科，目前被認可的種如下：
- 三列麗鯛 Tristramella sacra
- 中間三列麗鯛 Tristramella simonis intermedia
- 藻食三列麗鯛 Tristramella simonis magdalenae
- 錫莫三列麗鯛 Tristramella simonis simonis